# Sibylla Zech
Sibylla Zech (* 1960 in Feldkirch) ist eine österreichische Raumplanerin und Universitätsprofessorin.

## Werdegang
Sibylla Zech ist in Nenzing/Vorarlberg aufgewachsen, wo ihr Vater Mitglied des Raumplanungsausschusses im Gemeinderat war. Dieser Umstand und das in den 1970er Jahren aufkeimende Umweltbewusstsein in der Bevölkerung hatte gewiss Einfluss auf ihre spätere Berufswahl.
Zech wollte ursprünglich nach der Matura ein Studium für Architektur beginnen, aber als sie bei der Berufsberatung in der Schule erfuhr, dass es „Raumplanung“ als eigenes Studium gibt und sie sich eher für Siedlungen, Dörfer, Städte und Regionen als für einzelne Gebäude interessierte, wählte sie diese damals noch relativ junge Studienrichtung.
Nach Abschluss des Studiums war sie Assistentin bei Ralph Gälzer, Professor für Landschaftsplanung an der TU Wien, ehe sie sich selbständig machte und 1991 das Planungsbüro „stadtland“, Ingenieurbüro für Raumplanung und Raumordnung sowie Landschaftsplanung und Landschaftsarchitektur gründete.
Seit 2008 ist sie Universitätsprofessorin an der Fakultät für Architektur und Raumplanung der TU Wien, Department für Raumplanung, Fachbereich Regionalplanung und Regionalentwicklung.

## Vorträge (Auswahl)
- „Goldgräberland oder nachhaltig entwickelte Region“; Umweltregion Wien – Nationalpark als Impulsgeber für die Region, Rathaus Wien; 16. Oktober 1998
- „Energieraumplanung in Österreich: Ein Streifzug durch Länder und Gemeinden“; Planertag 2012, Luxembourg, Ministère du Développement durable et des Infrastructures, Luxemburg; 24. Mai 2012
- „Horizontale und vertikale Verdichtung: Aufstocken, zubauen oder anders Verdichten?“; Jahresforum Wohnbau – Fachkonferenz für den großvolumigen Wohnbau, Arcotel Kaiserwasser, Wien; 23. September 2015
- „Der UNESCO-Managementplan Wachau - Leitlinien für den Schutz und die Entwicklung einer besonderen Kulturlandschaft“; Welterbe Wachau, Präsentation des Managementplans, Stift Göttweig; 29. März 2017
- „Zum Management einer außergewöhnlichen Kulturlandschaft“; Symposium Kellergassen Kulturlandschaft Weinviertel, Reichensteinhof Poysdorf; 27. Oktober 2018